# Ruokeng
Ruokeng är en socken i östra Kina. Den ligger i Qimen härad i staden Huangshan i provinsen Anhui, omkring 210 kilometer söder om provinshuvudstaden Hefei. Antalet invånare är 6 201. Befolkningen består av 2 993 kvinnor och 3 208 män. Barn under 15 år utgör 16,0 %, vuxna 15-64 år 73 %, och äldre över 65 år 9,0 %.